# Adelencyrtus oceanicus
Adelencyrtus oceanicus är en stekelart som först beskrevs av Doutt 1951.  Adelencyrtus oceanicus ingår i släktet Adelencyrtus och familjen sköldlussteklar. Inga underarter finns listade i Catalogue of Life.